# Zsolt Petry
Zsolt Petry (Boedapest, 23 september 1966) is een Hongaars voormalig voetballer die als doelman speelde. Nadien werd hij keepertrainer.

## Loobaan
Petry is in België en Nederland vooral bekend van zijn tijd als doelman bij KAA Gent, SC Charleroi en Feyenoord. Hij speelde 38 wedstrijden voor het Hongaars voetbalelftal. In 1991 werd hij eenmalig uitgenodigd om te spelen in het wereldvoetbalelftal. 
Van 2009 tot 2015 was hij keeperstrainer bij TSG 1899 Hoffenheim. Hierna vervulde hij tot 6 april 2021 dezelfde functie bij Hertha BSC. Hij werd bij die de club ontslagen nadat hij zich in een interview in een Hongaarse krant  negatief had uitgelaten over homo's en migranten. In okotber 2023 werd hij keeperstrainer van het Turkse Samsunspor.